# علی‌جان، لاچین
علی‌جان (ترکی آذربایجانی: Alıcan) یک منطقهٔ مسکونی در جمهوری آرتساخ است که در استان کاشاتاق واقع شده‌است.